# Hypoxis uniflorata
Hypoxis uniflorata är en enhjärtbladig växtart som beskrevs av Markotter. Hypoxis uniflorata ingår i släktet Hypoxis och familjen Hypoxidaceae.
Artens utbredningsområde är Free State. Inga underarter finns listade i Catalogue of Life.